# A brit heavy metal új hulláma
A brit heavy metal új hulláma (angolul: New Wave of British Heavy Metal, rövidítve: NWOBHM) egy zenei mozgalom, mely az 1970-es évek végén indult Nagy-Britanniában és az 1980-as évek elején vált nemzetközileg is ismertté. Az irányzat legnépszerűbb zenekarai az Iron Maiden, a Saxon, a Def Leppard és a Motörhead voltak. A brit heavy metal új hulláma olyan később kialakult stílusoknak adott alapot, mint a thrash metal, a power metal és a progresszív metal.

## Kialakulása
A '70-es évek végére a Led Zeppelin és Black Sabbath vezette heavy metal stílus újszerűsége elveszett, népszerűsége csökkent. A rock zenében ekkorra a jóval nyersebb megszólalású punk vette át a főszerepet. A punk mozgalom hatására a fiatal brit heavy metal zenekarok megszabadultak a heavy metalra korábban jellemző blues és hard rock elemektől, felpörgették a zene tempóját, bekeményítették a hangzásukat, és ennek köszönhetően egy újfajta, keményebb, gyorsabb, de továbbra is dallamos heavy metal jött létre. A Judas Priest nem csak a zenében, hanem a külső megjelenésben is új utat mutatott. Farmer, bőr, szegecsek és láncok lett az új trend az öltözködésben.
Neves zenei magazinok, mint a New Musical Express vagy a Melody Maker kezdetben nem vettek tudomást a heavy metalban zajló változásokról, amelyekről a mozgalomnak nevet adó Geoff Barton révén egyedül a Sounds magazin tudósított (Barton később megalapította az első, kizárólag heavy metallal foglalkozó magazint Kerrang! címen). A Sounds hetente közölt egyfajta heavy metal slágerlistát a londoni The Soundhouse klubban játszott dalok népszerűsége alapján. Geoff Barton mellett a The Soundhouse lemezlovasa Neal Kay játszott fontos szerepet a brit heavy metal új hullámának megismertetésében. Több zenekar, mint az Iron Maiden, az Angel Witch, a Samson vagy a Praying Mantis a The Soundhouse-ban adták első komolyabb koncertjeiket és a klubban berendezett házi stúdióban rögzítették első felvételeiket. A legtöbb NWOBHM együttesnek később a Neat Records, a Heavy Metal Records és az Ebony kínált lemezszerződést.
A brit heavy metal új hulláma 1980-ban tört be a mainstreambe, amikor az Iron Maiden, a Saxon és a Motörhead lemezei bekerültek a Top 10-be a brit lemezeladási listákon. Más NWOBHM együttesek, mint a Diamond Head, a Raven és Venom csak kisebb kereskedelmi sikereket könyvelhettek el, de zenéjükkel nagy hatással voltak a műfaj további fejlődésére.

## Hatása
A mozgalom legjobbjai a világot behálózó kazettamásolás (tape trading) nyomán Európában és a tengerentúlon is ismertté váltak a heavy metal rajongók körében. A '80-as évek elején az Amerikai Egyesült Államokban az olyan együttesek, mint a Metallica, a Slayer és az Exodus még tovább fokozták a zene tempóját és kialakították előbb a speed metalt, majd a thrash metalt. Európában a szintén NWOBHM gyökerű speed metal dallamosabb változata terjedt el a Helloween és más német együttesek révén. A '80-as évek közepétől az amerikai Fates Warning és a Queensrÿche, majd később a Dream Theater progresszív rock elemekkel vegyítette az Iron Maiden fémjelezte NWOBHM muzsikát, létrehozva a progresszív metal stílust.

## Hanyatlása és újbóli felemelkedése
A brit heavy metal új hulláma a '80-as évek első felében élte fénykorát. A vezető heavy metal zenekarok, mint a Judas Priest, az Iron Maiden vagy a Saxon lemezmilliókat adtak el és egy-egy új albumot bemutató világkörüli turnéjukon teltházak előtt játszottak Európában, Amerikában, Japánban és Ausztráliában. Az évtized második felére a NWOBHM zenekarai azonban önismétlővé váltak. Az újabb heavy metal stílusok, a jóval poposabb glam metal és a másik végletet képviselő thrash metal pedig túlnőttek a NWOBHM népszerűségén.
A csökkenő kereslet miatt a '90-es évek kedvezőtlen légkörében a NWOBHM együttesek és követőik többsége feloszlott vagy hosszú időre szüneteltette tevékenységét, esetleg lényegét vesztve folytatta tovább, új zenei ösvényeket kutatva. A feltámadást az 1990-es évek végén, a 2000-es évek elején a tradicionális heavy metal újbóli megerősödése hozta el. Az Iron Maiden 1999-es újraegyesülése és sikeres visszatérése az első osztályú csapatok közé jó példával szolgált több más NWOBHM zenekar számára is, akik újra belevágtak a lemezkészítésbe és a koncertezésbe.

## NWOBHM zenekarok listája
A brit heavy metal új hullámához tartozó zenekarok térben és időben is behatárolhatók. Az alábbi listában a stúdiófelvétellel rendelkező együttesek szerepelnek. A stílus iránt érdeklődőknek a korabeli, kétrészes Metal for Muthas válogatás, valamint a  Lars Ulrich (Metallica) és Geoff Barton (Kerrang! magazin) által szerkesztett 1990-es dupla válogatásalbum, a New Wave of British Heavy Metal ’79 Revisited adhat útmutatást a fontosabb előadókról.
| - A II Z - Angel Witch - Atomkraft - Avenger - Battleaxe - Bitches Sin - Blitzkrieg - Blood Money - Chariot - Chateaux - Cloven Hoof - Dark Star - Def Leppard - Demon - Diamond Head - Dragster - Elixir - Ethel the Frog - Ezy Ryder - Fist | - Gaskin - Girlschool - Grim Reaper - Handsome Beasts - Hallenbach - Hollow Ground - Holocaust - Iron Maiden - Jaguar - Legend - Limelight - Marseille - More - Motörhead - Pagan Altar - Paralex - Persian Risk - Praying Mantis - Quartz - Raven | - Rock Goddess - Samson - Satan - Savage - Saxon - Sledgehammer - Starfighters - Sweet Savage - Tank - Tokyo Blade - Trespass - Tygers of Pan Tang - Tysondog - Vardis - Venom - Weapon - White Spirit - Witchfinder General - Witchfynde - Wrathchild |